# کوسه چشم‌بادامی
کوسه چشم‌بادامی (نام علمی: Loxodon macrorhinus) نام یک گونه از راسته زمین‌کوسه‌سانان است.